# 浅舞のケヤキ

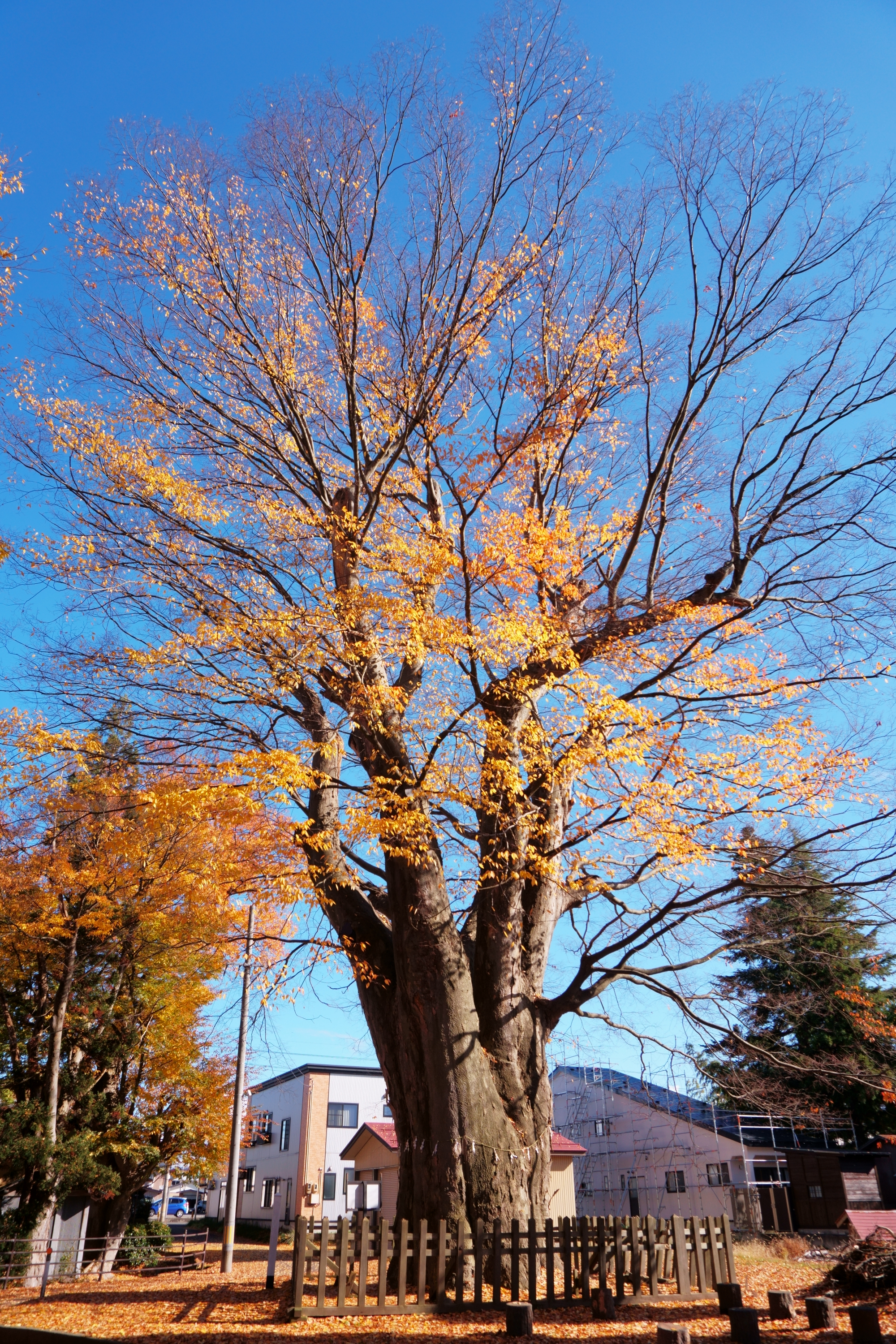
浅舞のケヤキ（2021年11月撮影）

浅舞のケヤキ（あさまいのケヤキ）は、秋田県横手市平鹿町にあるケヤキの巨木。槻の木（つきのき）とも呼ばれる。秋田県の天然記念物に指定されている。

## 概要
1968年（昭和43年）3月19日の指定当時で樹齢500年以上、地上3メートルの幹周りが約8.3メートル、樹高が約35メートルあり、枝張りは30メートルあったが現在は枝が伐採されている。県内では、藤琴の大ケヤキに次ぐ大きさである。菅江真澄の著書である「雪の出羽路」内のスケッチでは、隣接する琵琶沼を隠すほどの大きな大樹が2本描かれている。木の由来については栽植か自然生のものか、また、いつ頃のものかもはっきりしていない。
江戸時代、この木の西側に御役屋が建てられ、 明治初期まで平鹿郡の司法、行政の中心であった。この御役屋の門は現存し、浅舞感恩講保育園の門として現在も利用されている他、横手市の文化財に指定されている。
毎年冬（12月中旬から1月中旬）にはイルミネーションイベント「槻の木光のファンタジー」が琵琶沼周辺を会場として開催される。

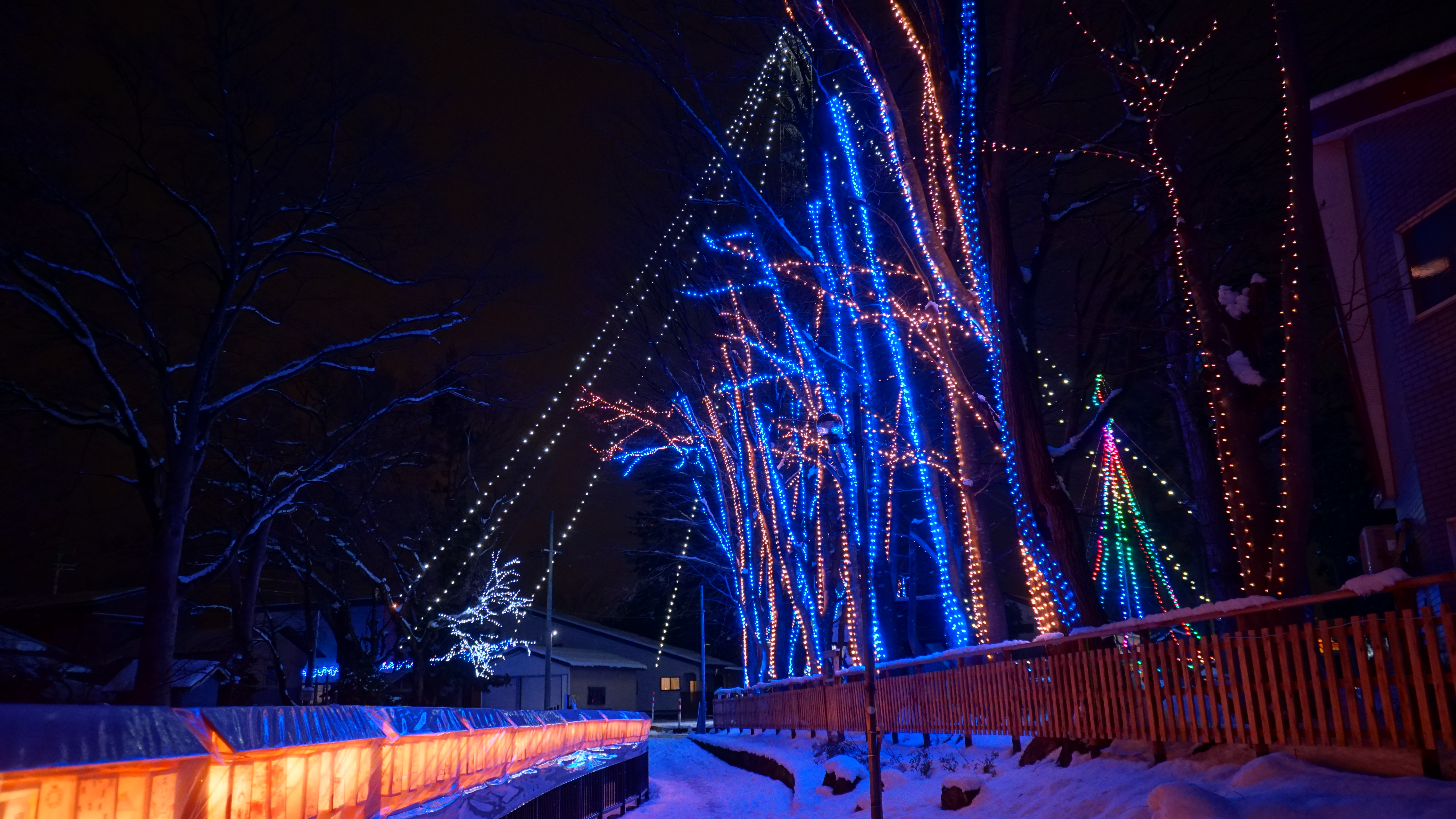
槻の木光のファンタジー（2020年1月撮影）
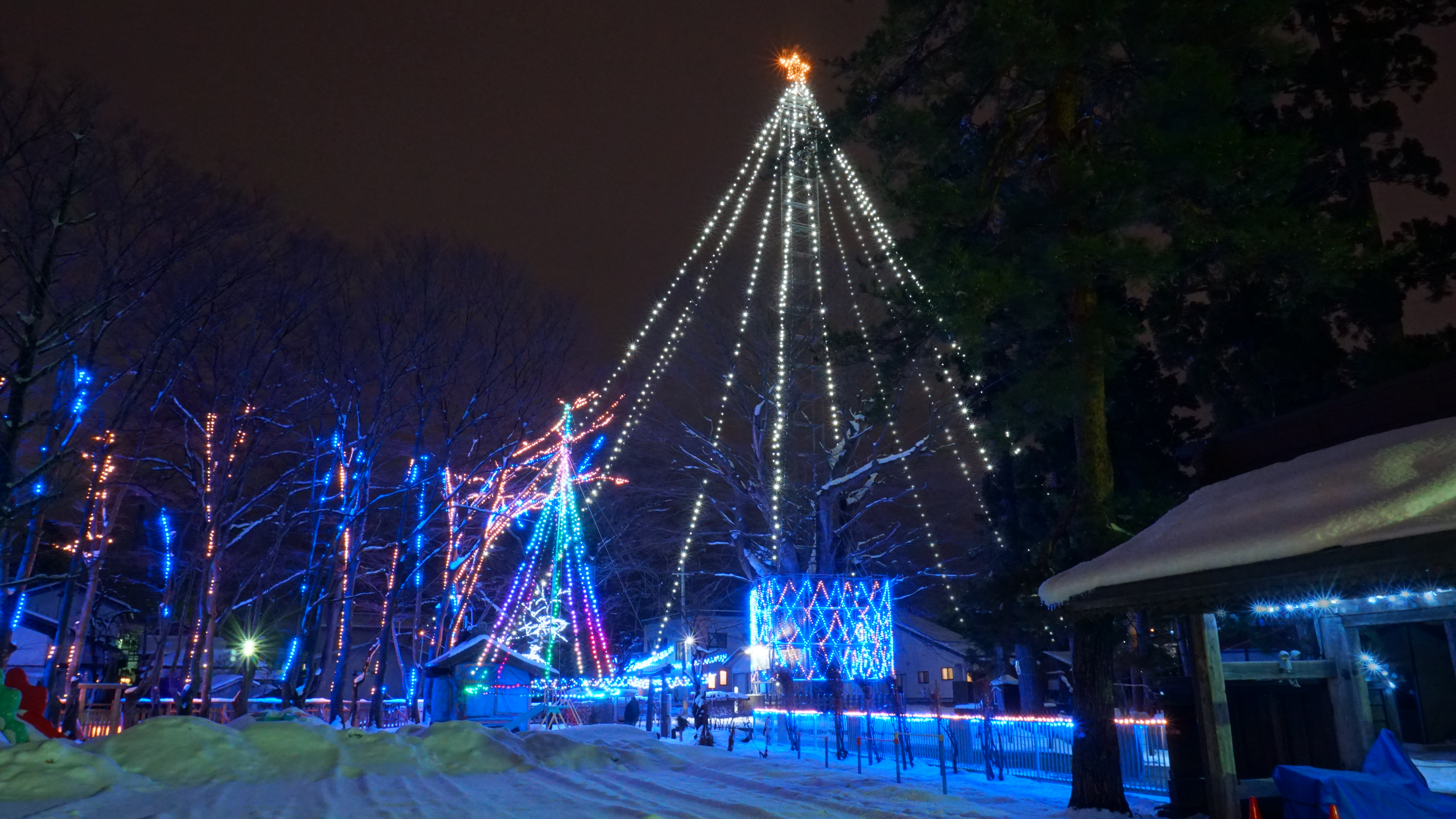
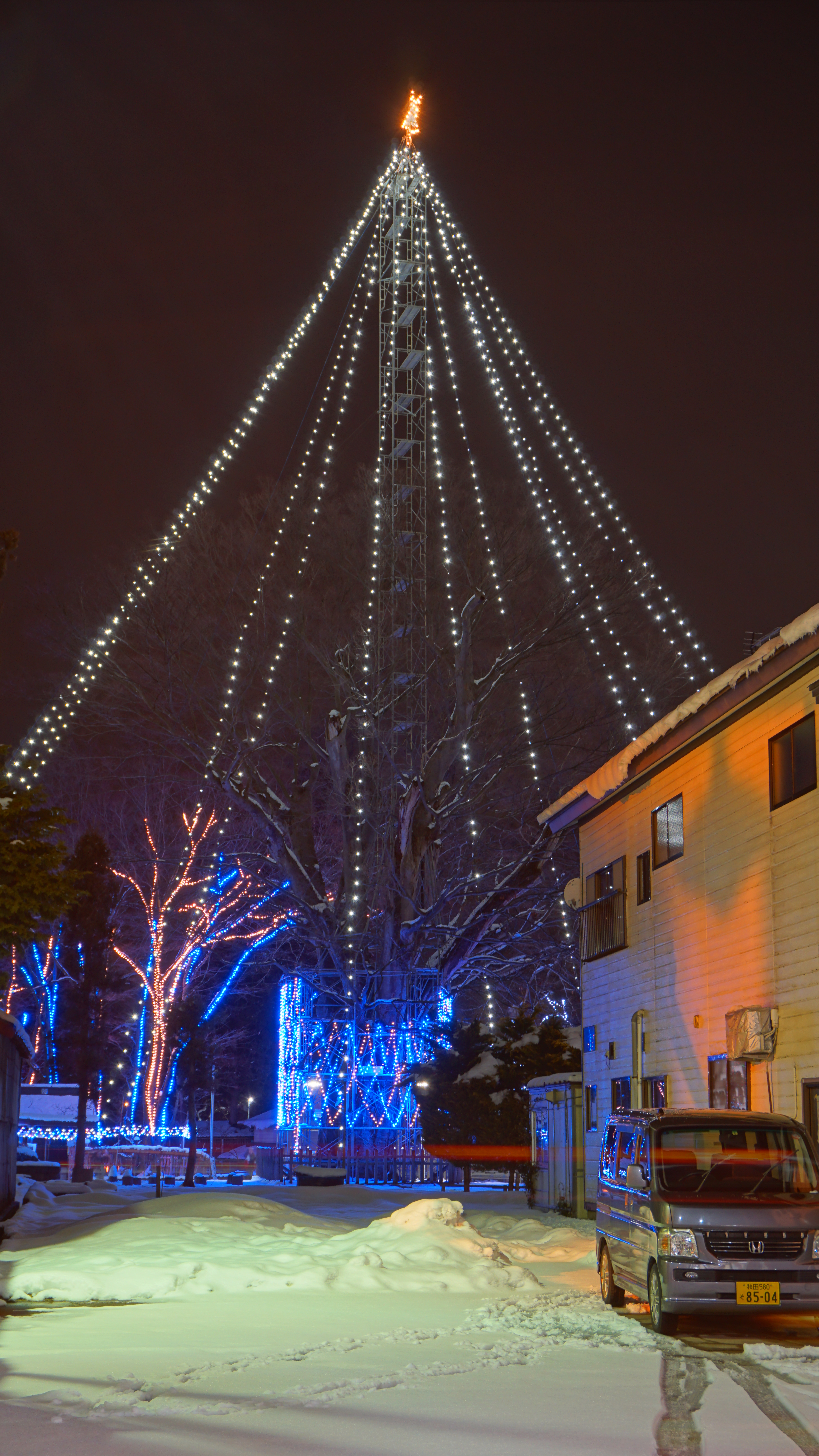

## 所在地
- 秋田県横手市平鹿町浅舞字浅舞219

## アクセス
自動車
E47 秋田自動車道 / E13 湯沢横手道路 横手ICから約20分。
E47 秋田自動車道 横手北SICから約20分。